# Église Saint-Jean de Velika Hoča
Pour les articles homonymes, voir Église Saint-Jean.
L’église Saint-Jean de Velika Hoča (en serbe cyrillique : Црква светог Николе у Великој Хочи ; en serbe latin : Crkva svetog Jovana u Velikoj Hoči) est une église orthodoxe serbe située à Velika Hoča/Hoca i Madhe près de Rahovec/Orahovac, au Kosovo. Construite au XIVe siècle, elle dépend de l'éparchie de Ras-Prizren et est inscrite sur la liste des monuments culturels d'importance exceptionnelle du Kosovo et de la république de Serbie.

## Architecture
L'église Saint-Jean est située sur une colline à l'est de Velika Hoča/Hoca i Madhe. Elle a vraisemblablement été construite au XIVe siècle, ainsi qu'en témoigne le style des fresques de l'édifice. Le plan de l'église, inhabituel, se présente sous la forme d'une tétraconque avec un narthex carré et des absides latérales. La nef et le narthex sont dotés de voûtes en berceau. L'abside orientale, qui, à l'extérieur, prend un aspect polygonal, se présente à l'intérieur sous une forme demi-circulaire.

## Fresques
L'église Saint-Jean a été repeinte dans les années 1580. Dans le sanctuaire se trouvent des représentations de la Mère de Dieu, des Trois Saints Docteurs, de la communion des Apôtres et de l'Annonciation. Au premier niveau de la nef sont peintes des figures de saints en pied ; dans la partie supérieure sont représentées les grandes fêtes liturgiques, la Passion du Christ et la Mère de Dieu Akathistos. Sur le mur est du narthex se trouve une composition représentant la déisis, c'est-à-dire la Mère de Dieu et saint Jean Baptiste priant le Christ ; le Jugement dernier est représenté sur le mur ouest. Un portrait de saint Jean est peint dans une niche au-dessus de l'entrée de la nef et des scènes de la vie du saint sont figurées dans la partie supérieure du narthex. Les fresques ont été restaurées en 1975.